# Ted Woodward
Pour les articles homonymes, voir Woodward.
Pas d'image ? Cliquez ici

a Compétitions nationales et continentales officielles uniquement.

b Matchs officiels uniquement.
Dernière mise à jour le 7 mars 2012.
John Edward Woodward dit Ted Woodward, né le 17 avril 1931 à High Wycombe, est un joueur anglais de rugby à XV qui évolue au poste d'ailier. Il joue en club avec les London Wasps et est sélectionné en équipe d'Angleterre de 1952 à 1956.

## Biographie
Ted Woodward effectue sa scolarité à la Royal Grammar School High Wycombe où il pratique de nombreux sports : athlétisme, cricket et rugby à XV. Il vient au rugby un peu contre sa volonté car Horace Johnson, son instituteur, lui impose d'intégrer l'équipe de rugby s'il veut continuer à jouer avec l'équipe de cricket. Doué, il remporte la course du 100 yards des English Schools Championships qui se disputent à Bath en 1948. Il devient également un bon joueur de rugby et est repéré par les London Wasps dès 1947 alors qu'il n'a que 16 ans. Il rejoint donc le club londonien et fait ses débuts avec l'équipe première en 1949. Il honore sa première sélection en équipe d'Angleterre le 5 janvier contre les Springboks alors en tournée en Europe. Deux semaines plus tard, le 19 janvier 1952, il fait ses débuts dans le Tournoi des Cinq Nations contre l'équipe du pays de Galles et devient un titulaire de la sélection anglaise dès 1953, année où il remporte son premier Tournoi des Cinq Nations. Il inscrit un doublé lors du match contre le pays de Galles 1954 et remporte son second Tournoi, les Anglais terminant ex æquo avec les Gallois et les Français. Une blessure aux ischio-jambiers l'empêche de poursuivre sa carrière au poste d'ailier et il se repositionne en troisième ligne centre. Cela met néanmoins un terme prématuré à sa carrière internationale à l'âge de 24 ans en 1956 : il dispute son dernier match contre l'Écosse dans le cadre du Tournoi le 17 mars de cette année-là.
En dehors du rugby, il travaille dans la boucherie familiale avec sa sœur et sa mère, ce qui lui vaut notamment le surnom de Wycombe Butcher. En 2007, il est introduit au temple de la renommée des London Wasps en compagnie de Neville Compton, Bob Stirling, Peter Yarranton, Richard Sharp, Rob Andrew, Rob Howley et Kenny Logan.  

## Palmarès
Ted Woodward remporte le Tournoi des Cinq Nations en 1953 et 1954 où il termine ex æquo avec le pays de Galles et la France.
| Édition           | Rang | Résultats Angleterre | Résultats T. Woodward | Matchs T. Woodward |
| ----------------- | ---- | -------------------- | --------------------- | ------------------ |
| Cinq Nations 1952 | 2    | 3 v, 0 n, 1 d        | 1 v, 0 n, 1 d         | 2/4                |
| Cinq Nations 1953 | 1    | 3 v, 1 n, 0 d        | 3 v, 1 n, 0 d         | 4/4                |
| Cinq Nations 1954 | 1    | 3 v, 0 n, 1 d        | 3 v, 0 n, 1 d         | 4/4                |
| Cinq Nations 1955 | 4    | 1 v, 1 n, 2 d        | 0 v, 1 n, 1 d         | 2/4                |
| Cinq Nations 1956 | 2    | 2 v, 0 n, 2 d        | 1 v, 0 n, 0 d         | 1/4                |

Légende : v = victoire ; n = match nul ; d = défaite ; la ligne est en gras quand il y a grand chelem.

## Statistiques en équipe nationale
De 1952 à 1956, Ted Woodward dispute 15 rencontres avec l'équipe d'Angleterre marquant six essais et une pénalité, soit 21 points. Il participe notamment à cinq Tournois des Cinq Nations.